# Cray-2

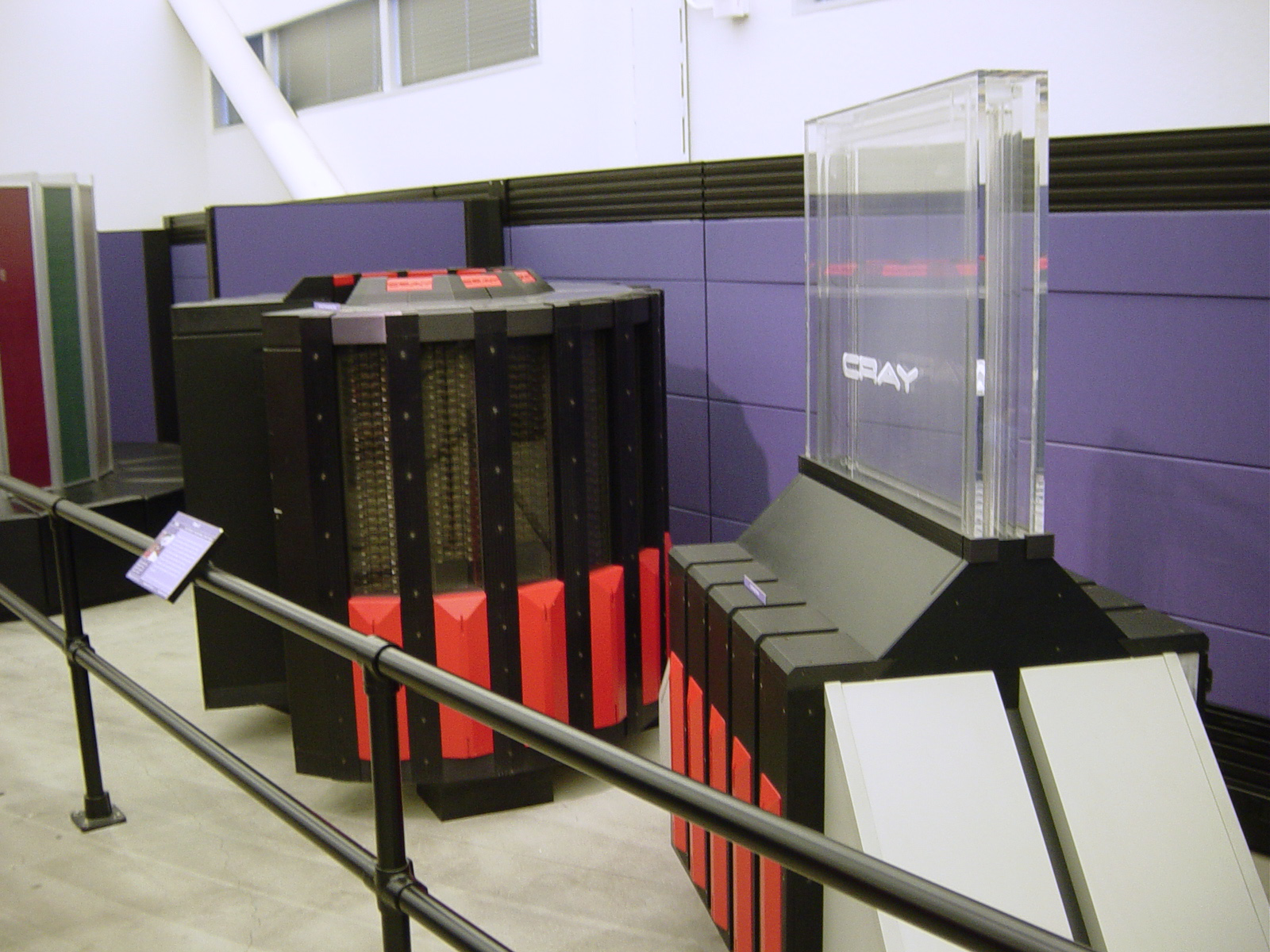
A Cray-2 a jellegzetes folyadékhűtésével

A Cray-2 egy szuperszámítógép, amely négy ECL (emittercsatolt logikai) elemből felépített vektorprocesszorból állt. 1985-ben az 1,9 GFLOPS teljesítményével a világ legnagyobb teljesítményű számítógépének számított. Ebben a pozícióban a szintén Cray Research által tervezett Cray X-MP helyét vette át.
A számítógépet elsősorban az Amerikai Egyesült Államok Védelmi és Energiahivatala részére készítették.